# Étienne Brouard
Pour les articles homonymes, voir Brouard.

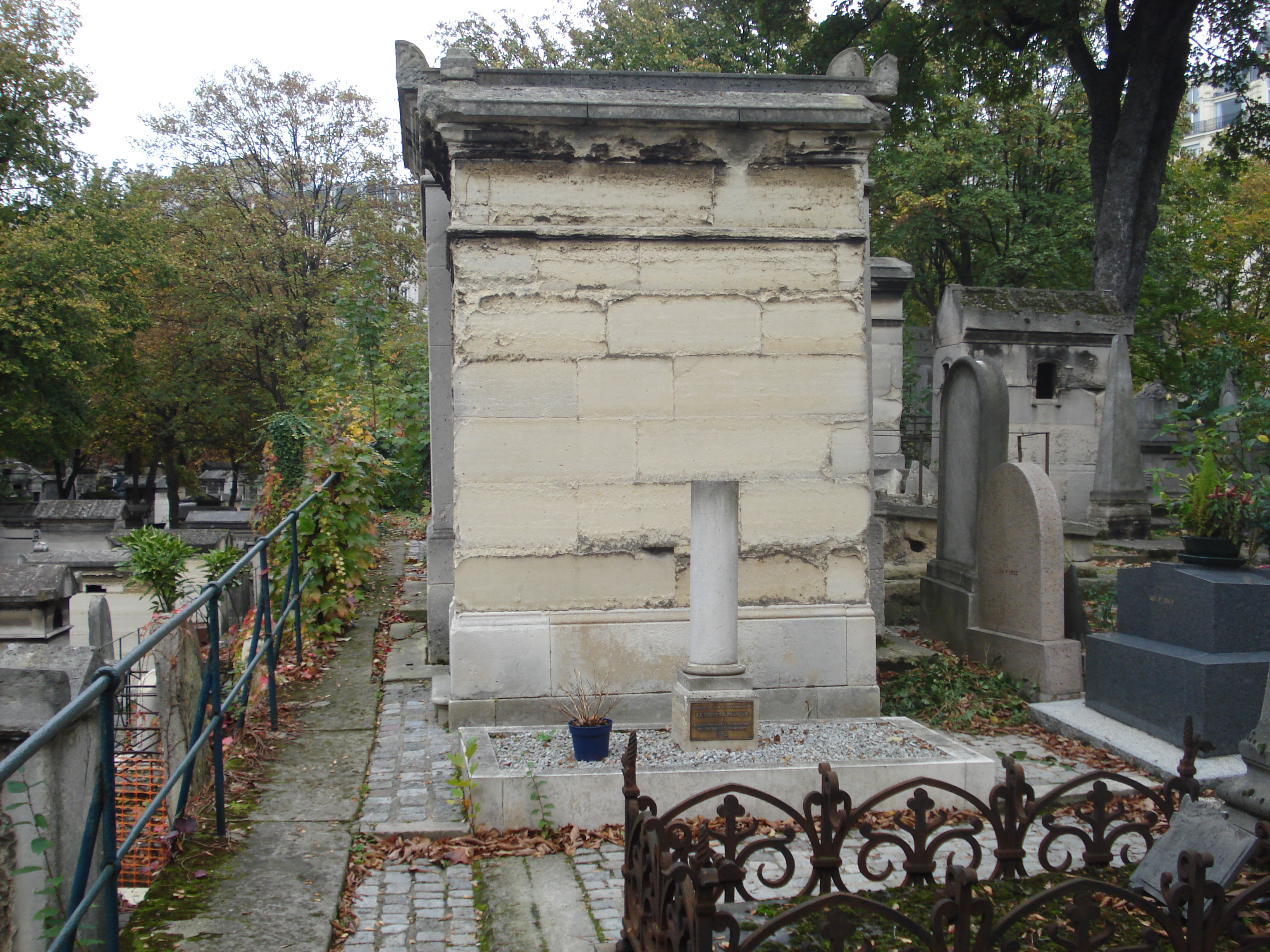
Sépulture du général Étienne BROUARD - Cimetière Montmartre

Étienne Brouard, né le 29 août 1765 à Vire (Calvados), mort le 23 avril 1833 à Paris, est un général français de la Révolution et de l’Empire.

## Biographie
Il est avocat en 1789, et il plaide déjà avec une certaine distinction lorsque la Révolution éclate. Les événements politiques le forcent à abandonner l'étude des lois.

### Officier de l'Armée révolutionnaire française
En 1791, il abandonne la carrière du barreau pour s'enrôler dans les volontaires nationaux que l'on organise alors. Le 15 novembre de la même année, il est fait capitaine dans le 2e bataillon de volontaires du Calvados, et fait la campagne de 1792 à l'armée du Nord. Il est nommé le 20 avril 1793, par le général Dampierre, capitaine adjoint à l'état-major général de cette armée, et adjudant-général chef de bataillon le 29 août suivant.
S'étant prononcé hautement contre les atrocités qui se commettent par les Terroristes en 1793, il est mis en état d'arrestation et jeté dans les cachots, où il reste plus de 6 mois. Il ne doit la conservation de la vie qu'à la députation entière du Calvados, qui parvient à empêcher qu'on ne le traduise au tribunal révolutionnaire. Au moment de son arrestation, le comité de salut public vient de lui expédier le brevet de général de brigade, qu'il ne reçoit pas.
Rendu à la liberté et à ses fonctions militaires qu'après la chute de Robespierre, il fait avec l'armée du Nord la campagne de l'an II. Adjudant-général chef de brigade le 25 prairial an III (13 juin 1795), il sert aux armées des côtes de Cherbourg et de l'Ouest jusqu'en l'an IV (1796).
Envoyé à l'armée d'Italie à la fin de cette dernière année, il est nommé président d'un conseil de guerre de la Lombardie, chargé de juger un avocat de Milan, prévenu d'être espion des Vénitiens, cet accusé est acquitté, et l'adjudant-général Brouard le fait mettre de suite en liberté, quoique le général en chef, trompé sur le compte du prévenu, a déjà fait commander le piquet qui doit fusiller cet accusé. La fermeté des principes de justice que déploie l'adjudant-général Brouard pour faire maintenir le jugement et la mise en liberté du prévenu, a un succès complet et lui vaut les éloges des généraux qui se trouvent à Milan, et ceux des plus notables habitants de cette ville.

### ÀMalte
Il est employé vers la fin de l'an V (1798) dans la 23e division militaire en Corse. Il s'embarque à Ajaccio le 26 floréal an VI (15 mai 1798) pour faire partie de l'expédition d'Égypte, et se trouve à la prise de Malte le 10 juin suivant. Le général en chef Bonaparte, qui commande cette expédition le fait chef de l'état-major des troupes, qui sous les ordres du général Belgrand-Vaubois, sont chargées de la conservation et de la défense de Malte.
Après la destruction presque totale de la flotte française à Aboukir, les Maltais à l'instigation des Anglais, se mettent en état d'insurrection générale, massacrent un grand nombre de Français, notamment la garnison de la Cité-Vieille, s'emparent des bourgs de Burmola, de la Victorieuse, et de la Sangle, après avoir égorgé les postes qui en ont la garde et menacent de faire subir le même sort à toute la garnison française de Malte. Dans cette périlleuse circonstance, le chef d'état-major Brouard, ayant reçu carte blanche du général Vaubois, se met à la tête d'un détachement de la 19e demi-brigade, et d'un bataillon de la 80e demi-brigade d'infanterie, marche contre les insurgés et les chasse de tous les postes dont ils se sont emparés.
Il sauve par ce moyen la garnison de l'île gravement compromise par la « faute et l'incurie » du commandant de cette place importante. C'est à cette occasion qu'il fait publier un Mémoire dans lequel il démontre que la dilapidation des vivres amène une disette qui est l'unique cause de la reddition de Malte, imprenable par les armes.
Guidé par son zèle, il se charge souvent pendant le blocus de Malte par les Anglais de diverses opérations militaires ; et c'est ainsi que dans une sortie qu'il commande, il est blessé à la tète d'un coup de fusil, qui lui brise en trois parties la mâchoire inférieure du côté droit. Pendant son séjour à Malte, il a profité du départ d'un bâtiment qui se rend en Égypte pour adresser au général Bonaparte la demande de rejoindre la Grande Armée d'expédition. L'ordre lui en est effectivement expédié ; mais il ne peut lui parvenir, à cause des croisières ennemies qui interceptent toute communication avec Malte. Les suites de la blessure qu'il a reçue, et plus encore la mésintelligence dans laquelle il vit avec le général Vaubois, déterminent le chef d'état-major Brouard à solliciter son retour en France.
En ayant obtenu la permission, il s'embarque en février 1800, sur le vaisseau le Guillaume Tell, qui doit transporter en France les malades susceptibles de faire le trajet, et faire connaître au gouvernement la position fâcheuse dans laquelle se trouve à cette époque la garnison française à Malte.
Ce vaisseau, commandé par le contre-amiral Decrès, depuis ministre de la Marine, est à peine sorti du port de Malte, qu'une frégate, un brick et un vaisseau anglais viennent l'attaquer. Dans le combat, qui est des plus terribles, l'adjudant-général Brouard, quoiqu'il ne soit que passager, demande à prendre part à l'action, et on lui donne le commandement de la batterie de 24. Le combat est long et acharné, et Decrès n'amène son pavillon qu'après avoir perdu tous ses mâts et la moitié de son équipage. Brouard reçoit plusieurs blessures légères en faisant servir cette batterie, et le contre-amiral Decrès fait le plus grand éloge de sa bravoure dans le rapport adressé au ministre de la Marine sur le combat et la prise du Guillaume Tell.
Prisonnier, Brouard est conduit en Angleterre, mais échangé, en 1803.

### Général d'Empire
L'adjudant-général Brouard étant rentré en France au mois de messidor an VIII, il est employé à l'armée des côtes de l'Océan le 11 nivôse an IX (1803), et a le commandement supérieur de L'Île-d'Yeu, alors en état de siège (18 prairial an XI). L'île fait alors partie de la 12e division militaire.
En 1804, toujours employé dans la 12e division militaire à Nantes, il obtient le 15 pluviôse an XII la croix de membre de la Légion d'honneur, et celle d'officier le 25 prairial suivant.
Il est promu général de brigade le 12 pluviôse an XIII (1er février 1805), et est employé au IIIe corps de la Grande Armée. Il fait en cette qualité la campagne d'Autriche de l'an XIV, et celles de 1806 et 1807 en Prusse et en Pologne.
En 1806, après le passage du Bugon, Napoléon l'ayant chargé de chasser les Russes de plusieurs retranchements qu'ils ont élevés, il s'acquitte avec succès de cette mission à la tête des 17e et 30e régiments de dragons qui composent sa brigade. C'est lors de la prise d'une forte redoute, au milieu de ces charges brillantes, qu'un coup de biscaïen le frappe à la tempe et le prive de l'œil droit.
L'Empereur l'appelle le 8 mars 1808 au commandement du département de la Charente-Inférieure et de l'île d'Aix (12e division militaire), et le crée le 19 du même mois baron de l'Empire. Quand les Anglais veulent incendier la flotte française, mouillée en rade de cette île, au moyen de leurs brûlots, le général Brouard sait rendre inutiles toutes leurs tentatives.
Il continue à avoir un commandement dans la 12e division militaire de 1810 à 1815.
Après la chute de Napoléon, Brouard est nommé par Louis XVIII chevalier de Saint-Louis et maintenu dans son commandement à Nantes (Loire-Inférieure).
Il commande encore le même département lors du retour de Napoléon de l'île d'Elbe. Le 11 mai 1815, il a été envoyé, par 24 voix contre 11 données à M. Tardiveau, ancien député, à la Chambre des représentants par le collège électoral de Nantes. Il siège dans la majorité dévouée à l'Empereur mais ne s'y fait point remarquer. Un décret impérial du 19 mai 1815 le nomme général de division, mais Louis XVIII ne le confirme pas dans ce grade.
Cette chambre des Cent-Jours est dissoute aussitôt après la seconde Restauration. Il est mis en demi-solde après le licenciement général de l'armée au mois d'août suivant. Il reste en disponibilité jusqu'au 31 décembre 1824, époque de son admission à la retraite. Une ordonnance royale du 22 mars 1831 le place dans le cadre de réserve comme maréchal-de-camp, et une autre du 19 novembre de la même année le confirme dans son grade de lieutenant-général.
Réadmis à la retraite le 1er mai 1832, il meurt à Paris le 23 avril 1833. 
Il est inhumé dans la 19e division du cimetière de Montmartre dans une sépulture réhabilitée depuis par l'Association pour la conservation des monuments napoléoniens.

### Vie familiale
- Il épouse Félicité Happe, fille d'un architecte de la préfecture de police[4] (divorcés en 1806, Félicité se remarie avec le général Auguste Jubé de La Perelle, puis en 1832 au colonel Benoît de Bony)[4]. De leur union naissent deux filles, Clémentine-Louise-Charlotte Brouard et Céleste-Marguerite-Eugénie Brouard. Après son divorce, le général Brouard se remarie avec Charlotte-Adélaïde-Henriette de Koenig, d'où naissent deux fils, Adolphe Brouard[5], magistrat (né le 20 janvier 1811 à Nantes, décédé le 25 août 1882 à Saint Germain en Laye, époux de Laure Filleau) et Émile Brouard, qui fut médecin.
- Les dates de naissance et de décès d'Étienne Brouard sont différentes selon les biographies, il n'y a pas d'acte à ce nom le 29 août 1763 à Vire, mais un acte le 29 août 1761, vue 103/626 du registre Notre-Dame et Saint-Thomas (BMS 1760-1768), fils d’Henry-François Brouard de Grammont, marchand, ancien juge consul et de Louise Monlieu, ses parents se marient le 10 août 1752, vue 82/627, du registre Notre-Dame et Saint-Thomas (BMS 1751-1760). Sur la tombe figurent les dates : 1765-1835.

## État de service
- Engagé volontaire (1791) ;
- Capitaine dans le 2e bataillon de volontaires du Calvados (15 novembre 1791) ;
- Adjudant-général chef de bataillon le 29 août 1793) ;
- Adjudant-général chef de brigade (25 prairial an III : 13 juin 1795) ;
- Employé dans la 23e division militaire (Corse) (1798) ;
- Chef d'état-major de la division Vaubois en garnison à Malte (1798 - février 1800) ;
- Commandant supérieur de l'Île d'Yeu (18 prairial an XI - 7 juin 1803) ;
- Général de brigade (12 pluviôse an XIII : 1er février 1805) ;
- Affecté à la Grande Armée (1er septembre 1805 - 23 octobre 1805) ;
- Commandant de la 2e brigade de dragons à pied de la division de dragons à pied de la Garde Impériale (23 octobre 1805 - 14 décembre 1805) ;
- Commandant de la 1re brigade de la 1re division du IIIe corps de la Grande Armée (14 décembre 1805 - octobre 1806) ;
- Commandant de la 2e brigade de la 1re division du IIIe corps de la Grande Armée (octobre 1806 - 23 décembre 1806) ;
- Gouverneur d'Erfurt (18 mai 1807 - 8 juillet 1808) ;
- Mis en disponibilité (8 juillet 1808 - 11 décembre 1808) ;
- Commandant du département de la Charente-Inférieure et de l'Île d'Aix, 12e division militaire (11 décembre 1808 - 1er juin 1809) ;
- Commandant de la 3e brigade de la 1re division du corps de réserve de l'armée d'Allemagne (1er juin 1809 - 6 juin 1809) ;
- Commandant du département de la Loire-Inférieure (6 juin 1809 - 29 février 1812) ;
- Commandant de la 3e brigade de la division de réserve des Pyrénées (29 février 1812 - 1812) ;
- Commandant du département de la Loire-Inférieure (1812 - 1er août 1815) ;
- Général de division (décret impérial du 19 mai 1815) ;
- Redevient maréchal de camp (1er août 1815) ;
- Mis en non-activité (1er août 1815) ;
- Admis en retraite (26 janvier 1825) ;
- Placé dans la section de réserve (22 mars 1831) ;
- Lieutenant général (19 novembre 1831) ;
- Réadmis en retraite (11 juin 1832, avec effet rétroactif à compter du 1er mai 1832).

## Campagnes
- Armée du Nord (1794-1795) ;
- Armée des côtes de Cherbourg (1796) ;
- Armée d'Italie (1797) ;
- Embarque à Ajaccio avec l’armée d’expédition d'Égypte (15 mai 1798) :
  - Prise de Malte (10 juin 1798), défense de la garnison française contre et les insurgés et les Anglais, défense du Guillaume Tell ;
- Armée des côtes de l'Océan (1803-1804) ;
- Campagne d'Autriche (1805) ;
- Campagne de Prusse et de Pologne (1806-1807) :
  - Passage du Bugon
- Grande Armée d'Allemagne (1807-1808) ;
- À l’île d'Aix et à la 12e division militaire (1809-1815).

## Faits d'armes
- Défense de Malte (1798-1800) ;
- Défense du Guillaume Tell (février 1800) ;
- Passage du Bugon (1806).

## Blessures
- Atteint d’un coup de feu à la tête qui lui brisa en trois parties la mâchoire inférieure du côté droit, au blocus de Malte par les Anglais, lors d’une opération militaire de sortie.
- Atteint de plusieurs blessures légères au combat naval entre le vaisseau français le Guillaume Tell commandé par le contre-amiral Decrès et 4 vaisseaux de guerre anglais, en effectuant une sortie du port de Malte à destination de la France.
- Atteint par un biscaïen qui le frappa à la tempe droite, et le priva de la vue de ce côté, à la prise d’assaut d’une forte redoute, après le passage du Bugon et de la Narew, à Czarnowo, en Pologne.

## Décorations
- Légion d'honneur :
  - Légionnaire (15 pluviôse an XII), puis,
  - Officier de la Légion d'honneur (25 prairial an XII : 14 juin 1804) ;
- Ordre royal et militaire de Saint-Louis :
  - Chevalier de l'Ordre royal et militaire de Saint-Louis (14 septembre 1814).

## Titres
- Baron de l'Empire (décret impérial du 19 mars 1808 et lettres patentes du 20 juillet 1808).

## Hommage, Honneurs, Mentions...
- Sa sépulture, dans la 19e division du cimetière de Montmartre est réhabilité par l'Association pour la conservation des monuments napoléoniens.

## Autres fonctions
- Brouard fut élu membre de la chambre des représentants par le collège électoral de la ville de Nantes durant les Cent-Jours (11 mai 1815 - 1er août 1815).

## Armoiries
| Figure | Blasonnement |
|        | Armes du baron Brouard et de l'Empire (décret du 19 mars 1808, lettres patentes du 20 juillet 1808 (Bayonne)) D'azur : à l'œil d'argent en chef à dextre, au quartier des barons militaires à senestre, et à la redoute d'argent maçonnée de sable en pointe, et chargée d'un canon renversé de sable., Ses armoiries rappellent le biscaïen qui le frappa à la tempe droite, et le priva de la vue de ce côté, à la prise d’assaut d’une forte redoute, après le passage du Bugon et de la Narew, à Czarnowo, en Pologne. Livrées : gris mélangé, noir, bleu et blanc. |

## Publications
- Ce général a fait imprimer en 1802, un mémoire de sa conduite à Malte où il s'est trouvé en opposition avec Vaubois.